# Austrosaropogon melanops
Austrosaropogon melanops är en tvåvingeart som beskrevs av Daniels 1991. Austrosaropogon melanops ingår i släktet Austrosaropogon och familjen rovflugor. Inga underarter finns listade i Catalogue of Life.